# 迪沙布拉 (加利福尼亞州)
迪薩布拉（英語：DeSabla）是位於美國加利福尼亞州比尤特縣的一個非建制地區。該地的面積和人口皆未知。

## 地理
迪薩布拉的座標為39°52′28″N 121°36′45″W / 39.87444°N 121.61250°W，而該地的平均海拔高度為842米（即2762英尺）。